# Luismi
Luis Miguel Sánchez Benítez, meglio noto come Luismi Sánchez o più semplicemente Luismi (Jerez de la Frontera, 5 maggio 1992), è un calciatore spagnolo, centrocampista del Malaga.

## Caratteristiche tecniche
È una mediano che può giocare anche al centro della difesa.

## Carriera
Cresciuto nelle giovanili dell'Siviglia, ha esordito in prima squadra il 23 agosto 2014 in occasione del match di campionato pareggiato 1-1 contro il Valencia.
Nel 2016 è stato ceduto al Real Valladolid.